# Заречье (Ветковский район)
Заречье (бел. Зарэчча; до 1937 года — Девятое Января) — упразднённый посёлок в Светиловичском сельсовете Ветковского района Гомельской области Белоруссии.
В результате катастрофы на Чернобыльской АЭС и радиационного загрязнения жители (58 семей) переселены в 1992 году в чистые места.
На западе граничит с лесом.

## География

### Расположение
В 15 км на север от Ветки, 37 км от Гомеля.

## Транспортная сеть
Транспортные связи по просёлочной, затем автомобильной дороге Светиловичи — Гомель. Планировка состоит из прямолинейной улицы, ориентированной с юго-востока на северо-запад. Застройка неплотная, деревянная, усадебного типа.

## История
Основан в начале 1920-х годов на бывших помещичьих землях переселенцами из соседних деревень. В 1929 году жители вступили в колхоз. Во время Великой Отечественной войны 30 жителей погибли на фронте. В 1959 году был в составе совхоза «Речки» (центр — деревня Речки).
Официально упразднён в 2011 году.

## Население

### Численность
- 2010 год — жителей нет.

### Динамика
- 1940 год — 43 двора, 219 жителей.
- 1959 год — 227 жителей (согласно переписи).
- 1992 год — жители (58 семей) переселены.